# Erstes Gewächs

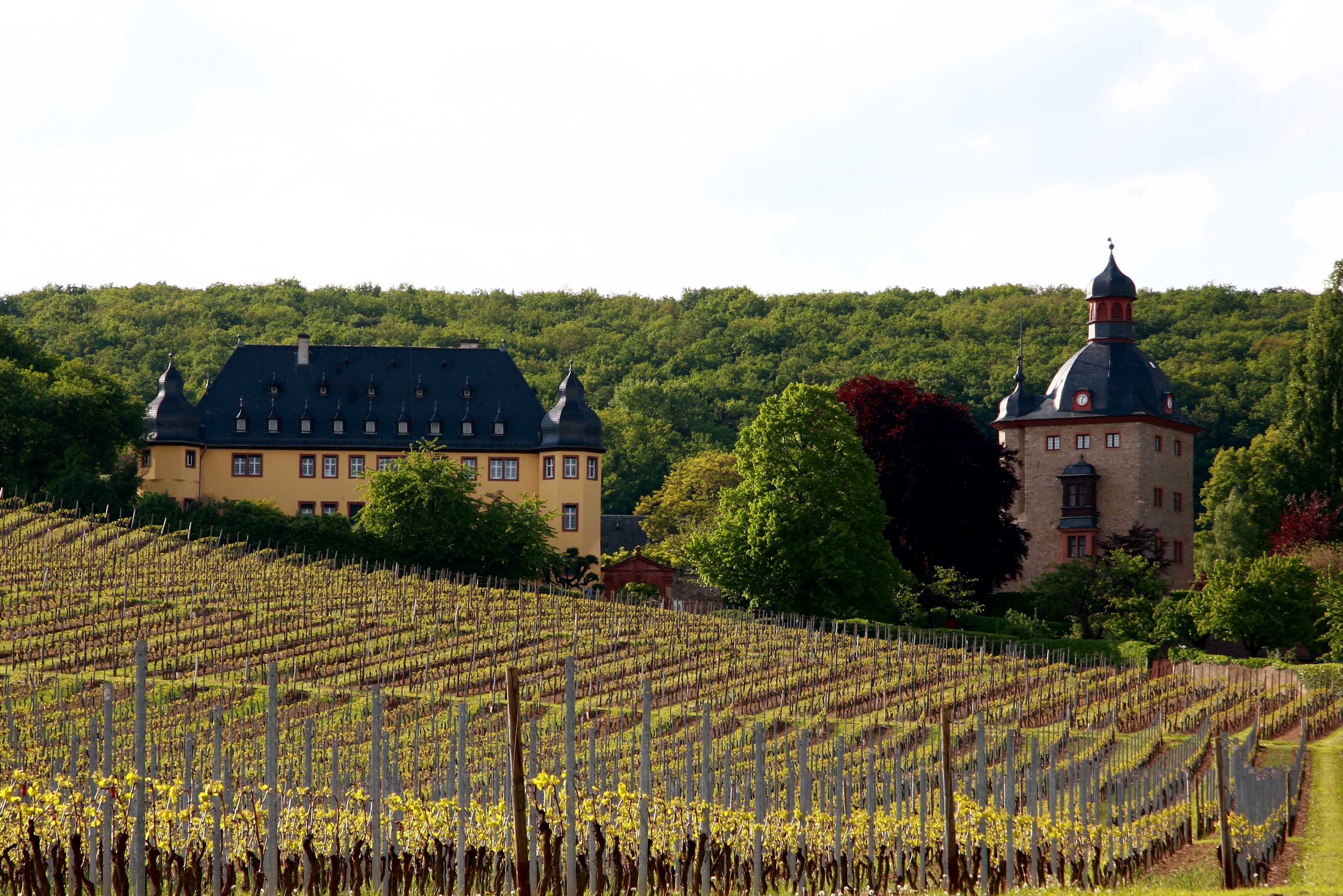
Schloss Vollrads: Beispiel für eine Riesling-Lage „Erstes Gewächs“

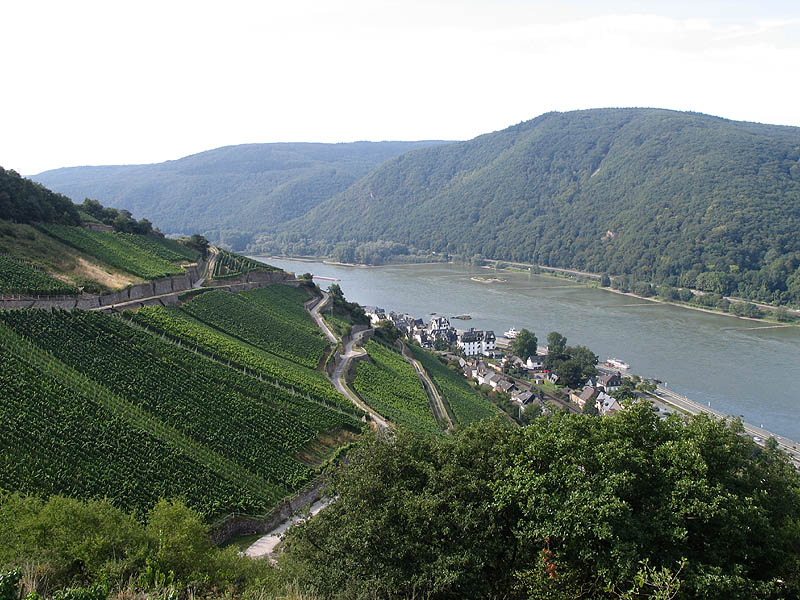
Beispiel für eine klassifizierte Spätburgunder-Lage: Assmannshäuser Höllenberg

Erstes Gewächs ist eine Qualitätsbezeichnung, die es seit 1999 im Rheingau ausschließlich für die Rebsorten  Riesling und Spätburgunder aus klassifizierten Lagen gibt. Der Rheingauer Weinbauverband hat sie auf der Grundlage der Ausführungsverordnung zum Weingesetz vom 5. Oktober 1995 mit Zustimmung des Hessischen Weinbauministeriums zugelassen. 
Voraussetzung zur Erzielung dieses Prädikats ist ein klimatisch begünstigter Standort und geeigneter Boden (Terroir). Hinzu kommen Bedingungen, die der individuelle Winzer selbst gestalten und beeinflussen muss. Dazu gehören ein spezieller Rebschnitt (→ Reberziehung) zur Vermeidung einer Überproduktion, selektive Handlese und trockener Ausbau.
Für Erste Gewächse klassifiziert sind ein Drittel der Rebflächen des Rheingaus (ca. 1100 ha).  

## Anbau- und Erzeugungskriterien für Riesling und Spätburgunder
- Herkunft der Weine: ausschließlich aus klassifizierten Lagen (Gütekarte)
- Rebsorte: 100 % Riesling bzw. 100 % Spätburgunder
- Meldung der Fläche: bis zum 1. Mai eines jeden Jahres
- Anbaukriterien: Trauben stammen aus ertragsreduzierten Anlagen
- das Mostgewicht bei der Lese muss mindestens für Prädikat Spätlese geeignet sein
- Ertrag: max. 50 hl/ha
- Leseverfahren: selektive Handlese
- Riesling: ein geschmacklich trockener Wein bis max. 13 g/l Restzucker; mind. 12 Volumenprozent Gesamtalkohol bei der Vermarktung
- Spätburgunder: ein trockener Wein bis max. 6 g/l Restzucker; mind. 13 Volumenprozent Gesamtalkohol bei der Vermarktung

## Prüfungsverfahren
Eine vom Rheingauer Weinbauverband beauftragte unabhängige Prüfungskommission hat das Recht, die Weinbergslagen Erstes Gewächs jederzeit zu begehen.
Die Weine können frühestens ab 1. Mai des auf die Ernte folgenden Jahres (Riesling) bzw. übernächsten Jahres (Spätburgunder) der vom Weinbauverband eingesetzten unabhängigen Expertengruppe zur sensorischen Prüfung vorgestellt werden.

## Vermarktungsregeln
- Die Weine dürfen nur nach erfolgreich bestandener sensorischer Prüfung mit dem zusätzlichen Gütezeichen „Erstes Gewächs“ bezeichnet werden.
- „Erste Gewächse“ werden prinzipiell – ohne Berücksichtigung der eigentlich erreichten Prädikatsstufe – als Qualitätsweine vermarktet.
- Mit dem Gütezeichen „Erstes Gewächs“ dürfen nur Erzeuger- und Gutsabfüllungen mit der Angabe des Erzeugers bezeichnet werden.
- Die Geschmacksangabe „trocken“ kann fakultativ angegeben werden, sofern der Wein die weinrechtlichen Anforderungen dafür erfüllt. Ein trockener Wein hat einen Restzuckergehalt von maximal 9 g/l, wobei der Säuregehalt höchstens 2 g/l niedriger sein darf.
- Die Verwendung der Rheingau-Flöte wird empfohlen.
- Zur Ausstattung der „Ersten Gewächse“ gehört zwingend das einheitlich gestaltete Bildzeichen mit den drei romanischen Bögen auf schwarzem oder weißem Balken und die Auszeichnung Erstes Gewächs.
- Riesling Erstes Gewächs darf erstmals ab dem 1. September des auf die Ernte folgenden Jahres, und Spätburgunder Erstes Gewächs ab dem 1. September des übernächsten auf die Ernte folgenden Jahres in den Verkehr gebracht werden.